# Bensheim
Bensheim è una città in Assia, Germania. È situata al bordo delle montagne dell'Odenwald mentre allo stesso tempo ha una vista aperta sopra la pianura del Reno.

## Organizzazione urbana
Il territorio della città si divide in undici circoscrizioni, di cui due nel nucleo cittadino e nove per i comuni limitrofi incorporati nel territorio comunale: Bensheim-Mitte, Bensheim-West, Auerbach, Hochstädten, Schönberg, Wilmshausen, Gronau, Zell, Langwaden, Fehlheim e Schwanheim.

## Amministrazione

### Gemellaggi
- Beaune, dal 1960
- Amersham, dal 1977
- Mohács, dal 1987
- Riva del Garda, dal 1989
- Kłodzko, dal 1996
- Hostinné, dal 2002

## Galleria d'immagini

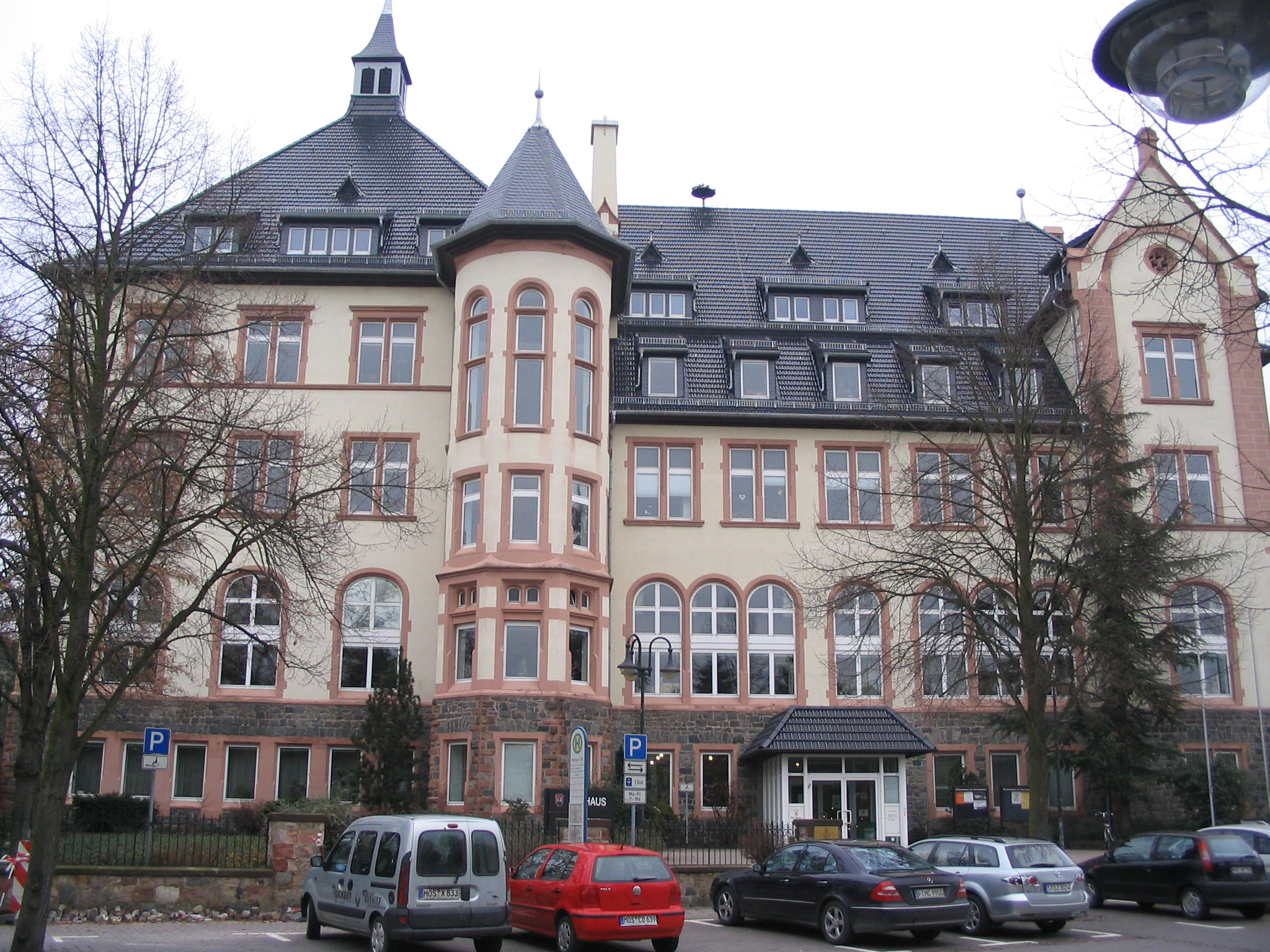
Il Municipio
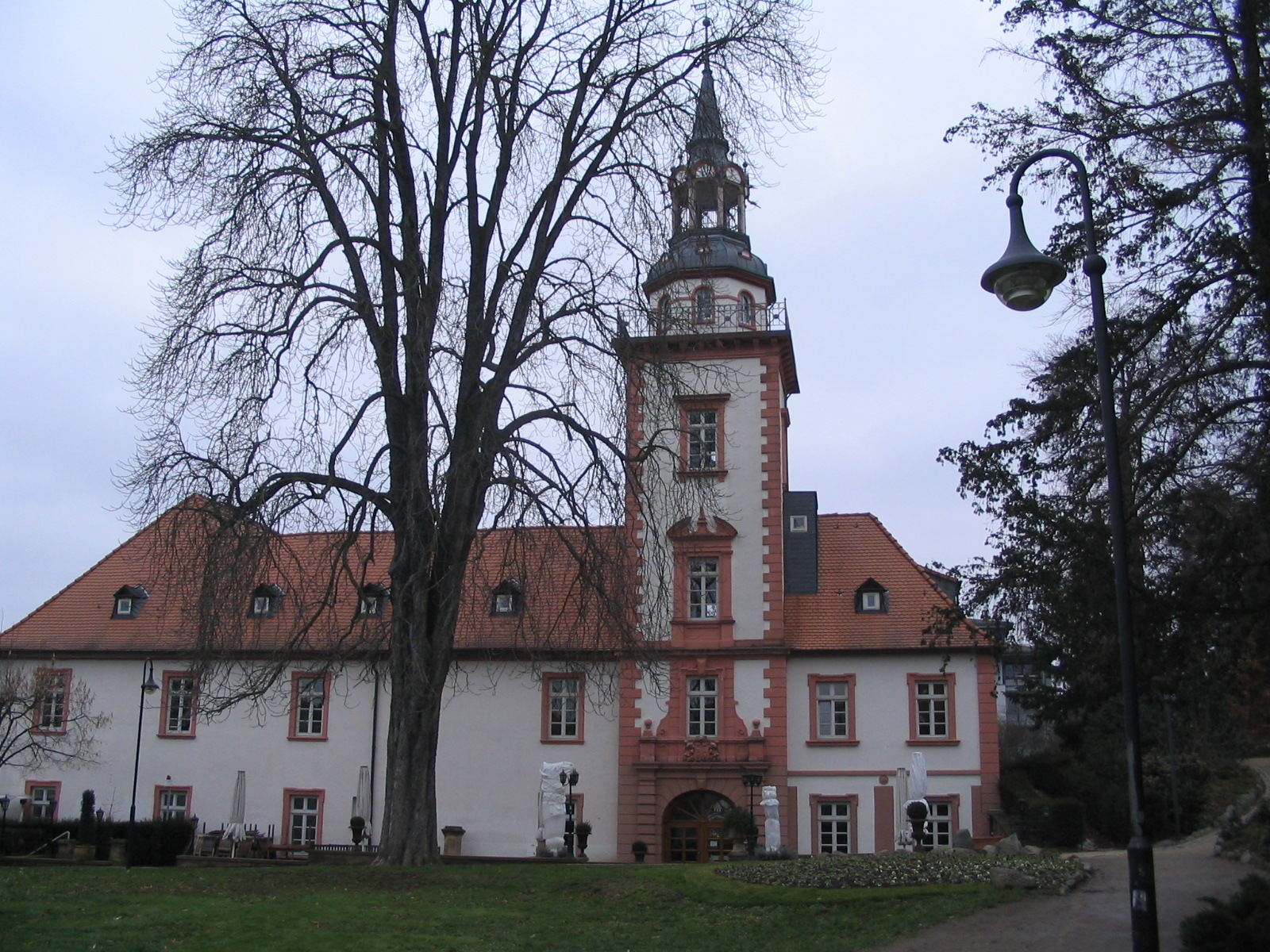
Rodensteiner Hof
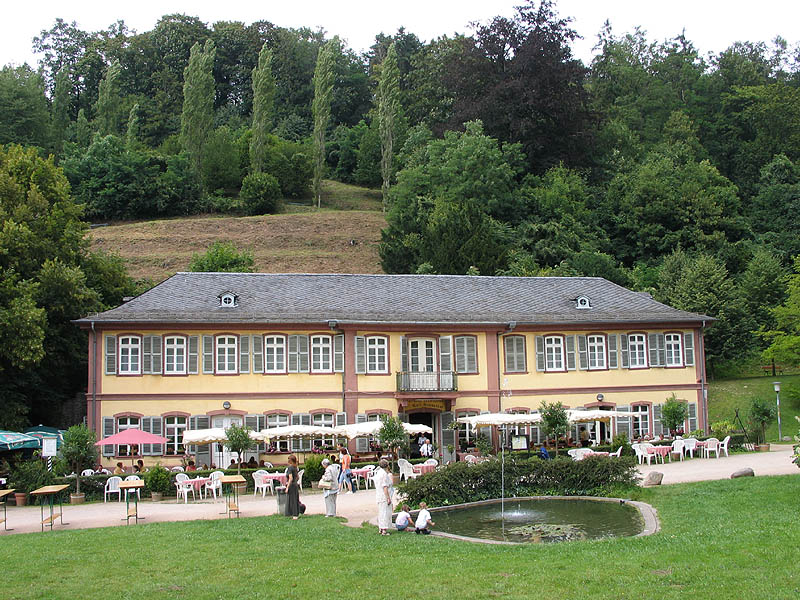
Fürstenlager
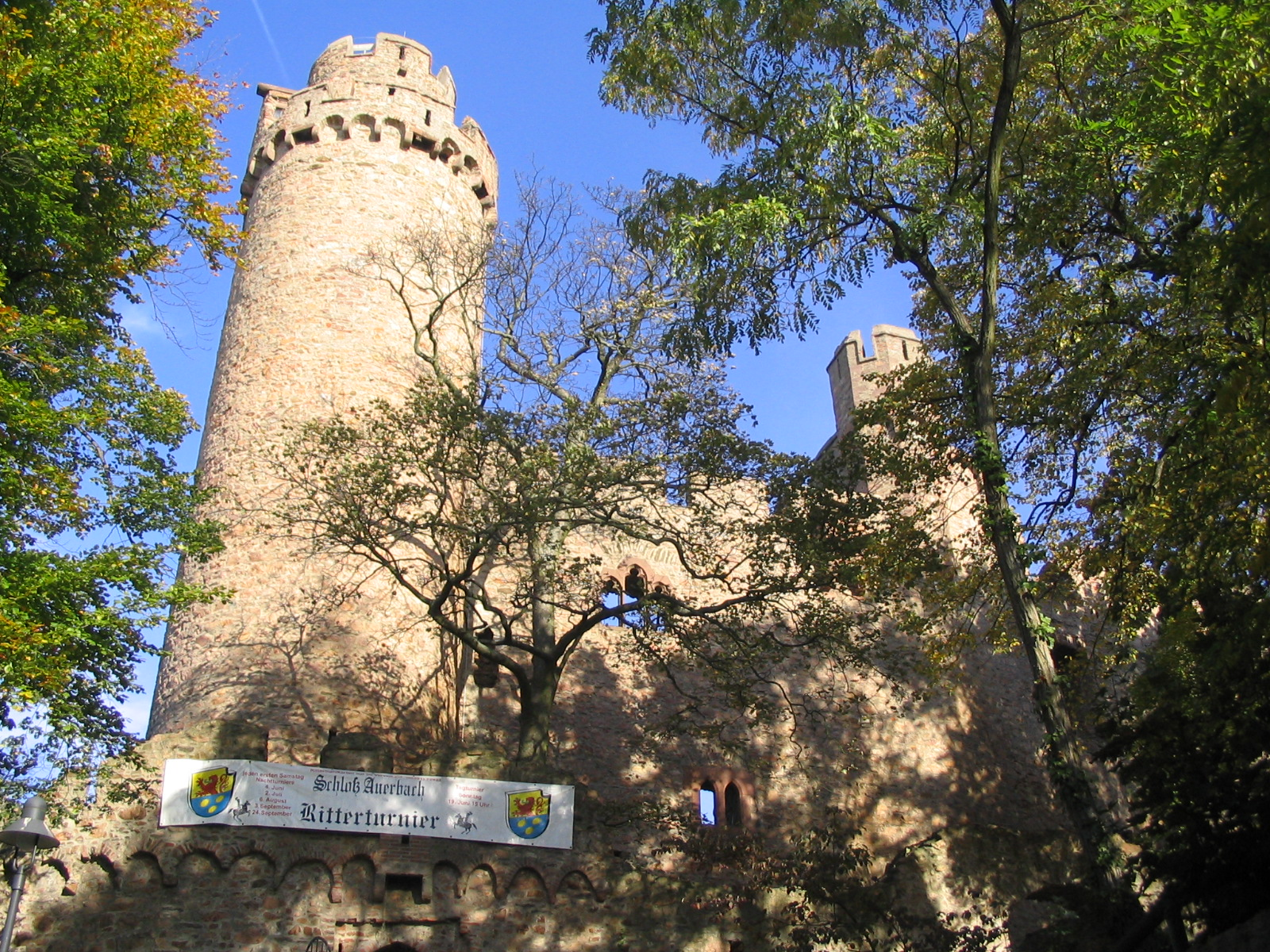
Il Castello Auerbach